# Afera Zabern
Afera Zabern  bila je kriza unutarnjepolitička koja se dogodila u Njemačkom carstvu koncem 1913. godine. Kriza je uzrokovana političkim nemirima u Zabernu (sada Saverne), Elzas-Lotaringija, gdje su bila dva bataljona pruske 99. (2. gornjorajnske) pješačke pukovnije u garnizonu, nakon što je mladi poručnik uvrijedio elzaško stanovništvo. Vojska je na prosvjede reagirala proizvoljnim nezakonitim radnjama. Ta kršenja dovela su do rasprave u njemačkom Reichstagu o militarističkim strukturama njemačkog društva, kao i položaju vodstva carstva u odnosu na cara Vilima II. Afera je ne samo ozbiljno narušila odnos carskog teritorija Elzas-Lotaringija i ostatka Njemačkog carstva, već je dovela i do značajnog gubitka ugleda samog cara.

## Uzroci

### Forstnerovo vrijeđanje domaćeg stanovništva
Dvadesetdvogodišnji drugi poručnik Günter Freiherr von Forstner (rođen 15. travnja 1893 .; umro 29. kolovoza 1915. ubijen u Kobrynu) govorio je omalovažavajuće o stanovnicima Zaberna 28. listopada tijekom smotre trupa. Rekao je svojim vojnicima: "Ako ste napadnuti, upotrijebite oružje; ako ubodete neke wackes u procesu, tada ćete dobiti deset maraka od mene." (Napomena: "wackes" je njemački pogrdni izraz za Elzašane i smatrao se dovoljno uvredljivim i zapaljivim da su njemački vojni propisi zabranjivali njegovu upotrebu.)
Pored toga, upozoravao je svoje ljude očigledno agresivnim tonom protiv francuskih agenata, koji su ih htjeli navodno unovačiti za Legiju stranaca.

### Odjek u javnosti i reakcija lokalnih ljudi
6. studenoga dvije su lokalne novine, Elsässer i Zaberner Anzeiger, obavijestili javnost o tim događajima. Stanovništvo je snažno prosvjedovalo protiv takvog postupanja pruske vojske u sljedećih nekoliko dana. Statthalter (guverner) Elzas-Lotaringije, Karl von Wedel, pozvao je zapovjednika pukovnije Adolfa von Reutera, kao i zapovjednog generala Bertholda von Deimlinga da premjeste drugog poručnika. S gledišta vojske, međutim, to nije bilo u skladu s čašću i ugledom njemačke carske vojske. Poručnik von Forstner osuđen je na samo šest dana kućnog pritvora (a javnost nije bila obaviještena ni o ovoj mjeri, što je stvorilo dojam da je Forstner prošao potpuno nekažnjeno). Službena izjava vlasti u Strasburgu 11. studenoga umanjila je incident i protumačila je "Wackes" kao općeniti opis svađalački raspoložene osobe.  Jedanaest dana kasnije, deset članova Pete čete pješačke pukovnije 99 uhićeno je i optuženo za odavanje podataka novinarima.
Neimpresionirana tim akcijama, elzaška javnost nastavila je prosvjedovati. Kao dodatnu provokaciju, poručnik Forstner pokazao se javnosti ponovo nakon kućnog pritvora, u pratnji četvero naoružanih vojnika, po naredbi garnizonske komande. Poručnika Forstnera nekoliko su puta vrijeđali, prije svega mlađi prosvjednici, za vrijeme svog nastupa ispred vojarne, a da ih lokalne policijske vlasti nisu uspjele spriječiti. Pukovnik von Reuter tražio je od vođe lokalne civilne uprave, direktora Mahla, uspostavljanje reda uz pomoć policije, ili će u protivnom morati sam poduzeti mjere. Kao Elzašanin, Mahl se suosjećao sa stanovništvom i odbio njegov zahtjev, jer su se prosvjednici ponašali mirno i nisu kršili nikakav zakon.

### Eskalacija sukoba
28. studenoga pred vojarnom se ponovo okupila ogromna gomila ljudi, što je ovaj put dovelo do neprimjerene protu-reakcije trupa. Von Reuter je naložio drugom poručniku Schadtu, koji je u to vrijeme zapovijedao stražarima, da rasprši gomilu. Schadt je pozvao stražare na oružje i naredio im tri puta da se raziđu. Vojnici su izgurali gomilu po dvorištu vojarne u sporednu ulicu, pod prijetnjom oružja, i uhitili velik broj ljudi bez ikakve zakonske osnove. Među zatvorenicima su bili predsjednik, dva suca i odvjetnik suda u Zabernu, koji su se slučajno uvukli u masu prilikom izlaska iz zgrade suda. Dvadeset i šest uhićenih osoba bilo je preko noći zatvoreno u spremištu ugljena. Redakcije jedne od lokalnih novina koje su objavljivile vijest o Forstneru, vojnici su također nezakonito pretražili, po nagovještaju doušnika. Nad gradom je visila sjena opsadnog stanja, a na ulicama su bili izloženi mitraljezi.

## Razvoj događanja

### Prva reakcija cara
Car Vilim II. u to je vrijeme lovio na imanju Maxa Egona, kneza od Fürstenberga u Donaueschingenu. Iako je ovo putovanje organizirano mnogo prije događaja u Zabernu, Vilimov nedostatak zanimanja ostavio je loš dojam. Prema glasinama, carica, Augusta Victoria iz Schleswig-Holsteina, čak je naručia vlak da je odvede svom suprugu kako bi ga ona nagovorila da se vrati u Berlin. Prema povjesničaru Wolfgangu Mommsenu, Vilim II.  podcjenjivao je političku dimenziju incidenta toga trenutku. Na izvješća na koja je Statthalter (guverner) Elzasa-Lotaringije, Karl von Wedel, slao Donaueschingenu, u kojima je opisao incidente kao pretjerane i nezakonite, odgovoreno je kako bi se dobilo na vremenu. Vilim II. htio je najprije pričekati izvješće iz vojnog stožera u Strasbourgu.
30. studenoga pruski ratni ministar Erich von Falkenhayn, general Berthold Deimling i neki drugi visoki časnici stigli su u Donaueschingen i započele su šestodnevnu raspru. Javnost je zbog toga postala još ogorčenija jer je Kaiser očito želio čuti samo gledište vojske. Kancelar Theobald von Bethmann-Hollweg,   koji je bio pod sve većim pritiskom, pridružio se konferenciji malo prije nego što je završila. Rezultat je bio razočaranje iz stava kritičnih slojeva stanovništva; kaiser je odobrio ponašanje vojnih časnika i nije vidio razloga da vjeruje da su prekoračili svoje ovlasti. Deimling je poslao brigadnog generala u Zabern, koji je 1. prosinca obnovio civilnu vlast.

### Forstnerov drugi prijestup
2. prosinca održana je vojna vježba u Zabernu. Prizor je s ulice promatrao Karl Blank, obućar putnik, koji je puknuo od smijeha kad je vidio mladog, lijepo obučenog Forstnera a neki mještani koji su stajali oko njega, pridružili su mu se. Kao rezultat toga, Forstner je izgubio kontrolu i oborio ga sabljom i zadao mu teške ozljede glave. Taj novi čin agresije još je više pojačao aferu.
Forstner je u prvom suđenju vojni sud osuđen na 43 dana zatvora, a na prizivnom sudu presuda je u potpunosti izmijenjena. Iako ga je pratilo pet naoružanih vojnika, a Blank bio nenaoružan, kao i paraliziran na jednoj strani, sudac je njegove postupke protumačio kao "samoobranu", jer je postolar bio kriv za "vrijeđanje krune". U vojnim krugovima Forstner je bio ohrabren jer je svojim nasilnim činom branio čast vojske.

### Prosvjedi diljem carstva
28. studenog okružni vijećnik iz Zaberna napisao je brzojav Wilhelmu II., Bethmannu Hollwegu i Falkenhaynu, u kojem je prosvjedovao protiv proizvoljnih uhićenja svojih građana. Dva dana kasnije u Mülhausenu se održala skupština SPD-a s 3000 sudionika, koja je demonstrirala protiv vojničkog kršenja zakona. U rezoluciji, sudionici su državu opisali kao vojnu diktaturu i zatražili otpor protiv prevladavajućih uvjeta - po potrebi čak i štrajkovima.
U Strasbourgu, gradonačelnici nekoliko gradova Elzasa-Lotaringije apelirali su 2. prosinca na Kaisera da poduzme mjere kako bi se zajamčila zaštita njihovih stanovnika od vojnog despotizma.
Val ogorčenja širio se cijelim carstvom. Mnogi su bili zgroženi zbog načina na koji vojska postupa, posebno u SPD-u. 3. prosinca predsjednik stranke SPD pozvao je sve organizacije stranke na prosvjedne skupove.
Četiri dana kasnije, skupovi su održani u 17 njemačkih gradova – u Berlinu, Breslauu, Chemnitzu, Duisburgu, Düsseldorfu, Elberfeldu, Kölnu, Leipzigu, Mülheimu an der Ruhr, Münchenu, Solingenu i Strasbourgu, na kojem su socijaldemokrati demonstrirali protiv despotske vladavine vojske i zahtijevali ostavke Bethmanna Hollwega i Falkenhayna. Narodni pokret zapalio se protiv militarizma i radi obrane prava nacionalnih manjina u njemačkom Reichu.
Međutim, vlada kaisera nije popustila. Da bi privremeno izbjegao daljnje probleme, kaiser je 5. prosinca naredio privremeni premještaj postrojbi iz Zaberna. U sljedeća dva dana vojnici su se preselili na poligon za obuku vojnika u Oberhofenu (u blizini Haguenaua) i Bitcheu.
Daljnja pobuna bila je ugušena. 11. prosinca, vojni sud u Strasbourgu osudio je dvojicu regruta iz Savernea na tri, odnosno šest tjedana vojnog uhićenja, jer su javno potvrdili Forstnerove uvredljive izjave.
Na zahtjev tamošnjeg generalnog zapovjedništva XV. vojnog korpusa, policija u Strasbourgu zaplijenila je snimku koji je napravila gramofonska tvrtka Cromer i Schrack 17. prosinca. Snimka je otkrila događaje iz afere Zabern kroz dijaloge sa svirkom bubnjeva u pozadini. Pored toga, vojska je pokrenula sudski postupak zbog uvrede njemačkih časnika. Protesti su potom jenjali.

## Posljedice

### Suđenje von Reuteru i Schadtu
Suđenje pred vojnim sudom u Strasbourgu od 5. siječnja do 10. siječnja oslobodilo je glavne odgovorne ljude, pukovnika von Reutera i poručnika Schadta, optužbi za nezakonito prisvajanje vlasti od civilne policije. Sud se ispričao zbog prekršaja vojnika, ali je svalio krivnju na civilne vlasti čiji je zadatak trebao biti održavanje reda. Pozivao se na naredbu pruskog kabineta iz 1820. Prema naredbi, najviši vojni dužnosnik grada mora oduzeti zakonske ovlasti ako civilna vlast zanemari održavanje reda. Budući da su optuženici postupili po snazi ovih propisa, nisu mogli biti osuđeni.
Iako su mnogi liberalni građani koji su sa zanimanjem pratili suđenje sada bili očajno razočarani, velika se radost zbog presude raširila među prisutnim vojnim osobljem. Čestitali su optuženima dok su još bili u sudnici. Wilhelm II. također je bio vidno zadovoljan i čak je povratnom poštom dodijelio medalju von Reuteru. Vojska je napustila pozornicu kao snažan i samopouzdan pobjednik, čak joj je potvrđena nepovredivost u Carstvu.

### Posljedice za Elzas-Lotaringiju
Odnos između Elzasa-Lotaringije i ostatka Njemačkog Carstva bio je osjetno pogoršan. Elzašani i Lotarinžani osjećali su se još bespomoćnije u milosti samovolje njemačke vojske nego ikad. Drugo vijeće parlamenta Elzasa-Lotaringije osvrnulo se na incidente 14. siječnja u rezoluciji. Dok su branili ponašanje civilnih vlasti, osuđivali su akciju vojske, kao i oslobađajuću presudu zapovjedniku von Reuteru. Predstavnici Landtaga različitih stranaka osnovali su Ligu za obranu Elzasa i Lorene u Strasbourgu 26. veljače. Osim toga, parlament je 16. lipnja donio dekret prema kojem su sve osobe regrutirane ubuduće mogle obavljati svoju službu izvan Njemačka država (odnosno Elzas-Lotaringija).
Kroz aferu Zabern došlo je i do promjena u osoblju, zbog čega su dva najvažnija mjesta u Elzas-Lotaringiji novo popunjena. 31. siječnja državnog tajnika u Ministarstvu za Elzas-Lotaringiju, Huga Zorna von Bulacha, zamijenio je savjetnik gornjeg predsjedništva Potsdama, Siegfried von Roedern. Reichsstatthalter, Karl von Wedel, dao je ostavku 18. travnja, nakon čega je Kaiser pruskog ministra unutarnjih poslova Johanna von Dallwitza stavio na razočaranje Elzašana. Dallwitz je bio odlučni zagovornik autoritarne države i odbacivao ustav koji je dodijeljen pokrajini 1911.
Međutim, Prvi svjetski rat spriječio je daljnje ozbiljne sukobe između Njemačkog Carstva i pokrajine. Poručnik Forstner bit će ubijen u borbi 1915. godine u Kobrynu na istočnom bojištu (današnja Bjelorusija). Njemačka će se naći na gubitničkoj strani te izgubiti Elzas-Lotaringiju (pored još nekih teritorija).